# Isoperla kir
Isoperla kir är en bäcksländeart som beskrevs av Fochetti och Vinçon 1993. Isoperla kir ingår i släktet Isoperla och familjen rovbäcksländor. Inga underarter finns listade i Catalogue of Life.